# Área metropolitana de Castellón
El área metropolitana de Castellón de la Plana es un conjunto urbano situado alrededor de la ciudad valenciana de Castellón de la Plana, en el este de España. Ya que no existe una definición oficial al respecto, sí que existen diversas propuestas en torno al conglomerado urbano que conformaría dicha área metropolitana.

## Área metropolitana de La Plana[1]
La propuesta político-institucional está formada por los municipios de Castellón de la Plana, Almazora, Villarreal, Benicasim, Borriol y Burriana. La finalidad de la misma es optimizar los recursos necesarios para garantizar que los numerosos movimientos de población entre los municipios mencionados (debido al grado de proximidad de éstos) afiancen las vinculaciones económicas y sociales que requiere un área metropolitana gracias a infraestructuras comunes y servicios compartidos. Tiene 316.364 habitantes (INE 2011) y un área de 340 km², cuya capital se encuentra en Castellón de la Plana (como centro neurálgico y municipio más populoso). 
También forma parte de una área urbana aún más amplia que se extiende hasta municipios como Vall de Uxó, Onda, Nules u Oropesa del Mar.

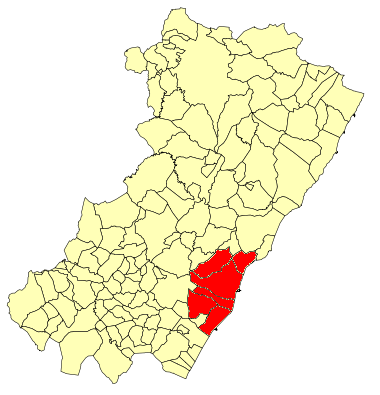
Área metropolitana de La Plana.

|            | Habitantes | Extensión | Densidad |
| ---------- | ---------- | --------- | -------- |
| Castellón  | 180.114    | 107       | 1.683,31 |
| Villarreal | 51.168     | 55        | 930,33   |
| Burriana   | 35.433     | 47        | 753,9    |
| Almazora   | 25.945     | 33        | 786,21   |
| Benicasim  | 18.524     | 36        | 514,5    |
| Borriol    | 5.180      | 62        | 83,55    |
|            | 316.364    | 340       | 930,48   |

## Proyecto AUDES5
Según el Proyecto AUDES5 (institución relativa a las áreas urbanas españolas), el área metropolitana de Castellón de la Plana-Villarreal, ocuparía un área de 375 km², con una población de 319.422 habitantes (INE 2008). Además, de acuerdo con el mismo proyecto, la conurbación de Castellón de la Plana-Vall de Uxó, incrementaría el área hasta 629,2 km² con una población de 386.906 habitantes (INE 2008).
En función de estas cifras, el tamaño del área metropolitana sería el tercero de la Comunidad Valenciana.
| Conurbación Castellón de la Plana - Vall de Uxó |                      |           |                  |
| Zona                                            | Población (INE 2008) | Extensión | Densidad         |
| Castellón de la Plana                           | 177.924 hab.         | 108'8 km² | 1.635'6 hab./km² |
| Primera corona metropolitana                    | 141.498 hab.         | 266'2 km² | 531'6 hab./km²   |
| Segunda corona metropolitana                    | 67.484 hab.          | 254'2 km² | 265'5 hab./km²   |
| Total                                           | 386.906 hab          | 629'2 km² | 614'9 hab./km²   |

| Primera corona (Área metropolitana Castellón de la Plana - Villarreal) |                      |           |                  |
| Ciudad                                                                 | Población (INE 2008) | Extensión | Densidad         |
| Castellón de la Plana                                                  | 177.924 hab.         | 108'8 km² | 1.635'6 hab./km² |
| Villarreal                                                             | 50.626 hab.          | 55'1 km²  | 918'5 hab./km²   |
| Burriana                                                               | 34.235 hab.          | 47'0 km²  | 728'6 hab./km²   |
| Almazora                                                               | 23.891 hab.          | 33'0 km²  | 724'4 hab./km²   |
| Benicasim                                                              | 17.870 hab.          | 36'1 km²  | 495'0 hab./km²   |
| Bechí                                                                  | 5.860 hab.           | 21'4 km²  | 273'3 hab./km²   |
| Borriol                                                                | 4.874 hab.           | 61'0 km²  | 80'0 hab./km²    |
| Alquerías del Niño Perdido                                             | 4.142 hab.           | 12'6 km²  | 328'5 hab./km²   |
| Total                                                                  | 319.422 hab.         | 375'0 km² | 851'9 hab./km²   |
| Segunda corona (Área urbana de La Vall d'Uixó)                         |                      |           |                  |
| Ciudad                                                                 | Población (INE 2008) | Extensión | Densidad         |
| Vall de Uxó                                                            | 32.617 hab.          | 67'1 km²  | 486'2 hab./km²   |
| Nules                                                                  | 13.318 hab.          | 50'5 km²  | 263'6 hab./km²   |
| Moncófar                                                               | 5.797 hab.           | 14'5 km²  | 399'0 hab./km²   |
| Almenara                                                               | 5.705 hab.           | 27'6 km²  | 206'5 hab./km²   |
| Villavieja                                                             | 3.418 hab.           | 6'2 km²   | 555'8 hab./km²   |
| Chilches                                                               | 2.821 hab.           | 13'6 km²  | 207'7 hab./km²   |
| Artana                                                                 | 1.987 hab.           | 36'3 km²  | 54'7 hab./km²    |
| La Llosa                                                               | 935 hab.             | 10'0 km²  | 93'2 hab./km²    |
| Alfondeguilla                                                          | 886 hab.             | 28'3 km²  | 31'3 hab./km²    |
| Total                                                                  | 67.484 hab.          | 254'2 km² | 265'5 hab./km²   |